# 国民革新党 (チリ)
国民革新党（こくみんかくしんとう、スペイン語: Renovación Nacional）は、チリの自由主義保守政党。国家改革党と表記される場合もある。国際民主同盟加盟政党。

## 沿革

### 結成
1987年、翌1988年に予定されていたアウグスト・ピノチェト軍事政権の任期延長をめぐる国民投票を前に結成された。党員にはピノチェト時代以前の国民党、急進民主党（のちの急進社会民主党に連なるチリ急進党の右派）、キリスト教民主党などのメンバーのうち、ピノチェト軍事政権に協力的だった者が結集したが、後に大統領になるセバスティアン・ピニェラがピノチェトに不信任票を投じるなど、実際には軍事政権からやや距離をおいていた。そのため、強硬なピノチェト支持派は独立民主連合を政党登録して離党している。

### 野党として
国民投票の結果ピノチェトの退陣が決まると、1989年に行われた民主化後初めての大統領選挙で独立民主連合と保守政党連合の「民主主義と進歩」（スペイン語: Democracia y Progreso、のちチリのための同盟 （スペイン語: Alianza por Chile）に改称）を結成して臨んだが敗れ、野党となった。その後も1993年、1999年、2005年と続けて中道左派政党連合のコンセルタシオン・デモクラシアに敗れた。

### ピニェラ政権
2009年の大統領選挙では政党連合をチリ第一党などに拡大して変革のための同盟を組みセバスティアン・ピニェラを大統領とした。現在も実質的にはピニェラが党の指導者だが、党の規定に従って離党している。なおピニェラ政権の最大与党は国民革新党ではなく、連立政権を組む独立民主連合である。